# Chaim Eitingon

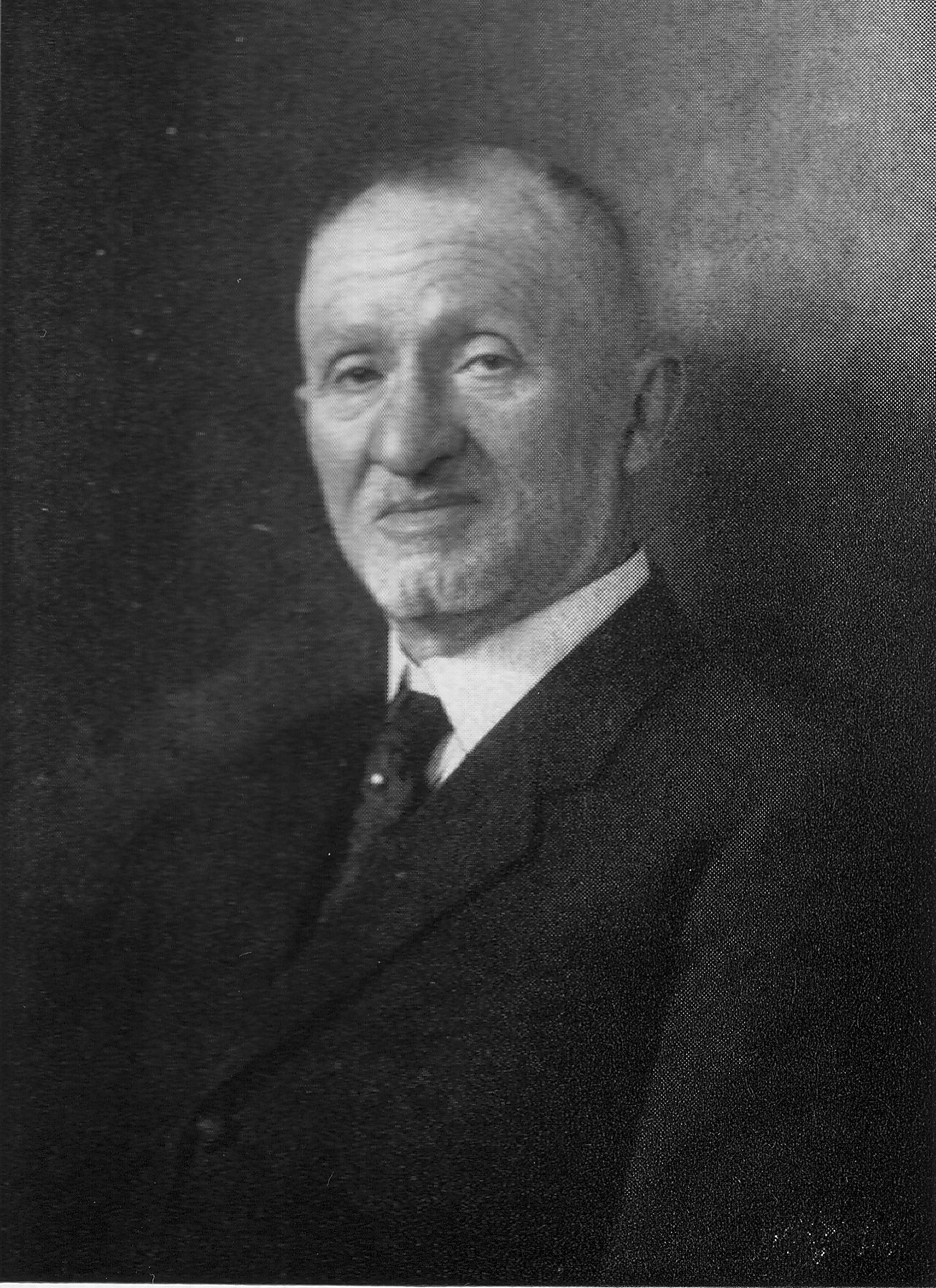
Chaim Eitingon

Chaim Eitingon (ur. 11 grudnia 1857 w Szkłowie, zm. 24 grudnia 1932 w Lipsku) – niemiecki handlarz futrami, fundator żydowskiego szpitala w Lipsku.

## Życiorys
W 1882 otworzył w Moskwie sklep z futrami, rok później filia przedsiębiorstwa rozpoczęła sprzedaż w Lipsku. W latach rewolucji październikowej przeniósł siedzibę firmy do Niemiec. Otwarto filie w Paryżu i Nowym Jorku. Był jednym z wiodących sprzedawców w branży, co znalazło odzwierciedlenie w przydomku „Pelzkönig” („król futer”).
Ojciec Maxa Eitingona (1881–1943), rosyjsko-izraelskiego lekarza-psychiatry, psychoanalityka i syjonisty.